# Reliance (Dacota do Sul)
Reliance é uma cidade  localizada no estado norte-americano de Dacota do Sul, no Condado de Lyman.

## Demografia
Segundo o censo norte-americano de 2000, a sua população era de 206 habitantes.
Em 2006, foi estimada uma população de 214, um aumento de 8 (3.9%).

## Geografia
De acordo com o United States Census Bureau tem uma área de
2,9 km², dos quais 2,8 km² cobertos por terra e 0,1 km² cobertos por água. Reliance localiza-se a aproximadamente 546 m acima do nível do mar.

## Localidades na vizinhança
O diagrama seguinte representa as localidades num raio de 28 km ao redor de Reliance.